# Lindsi Cutshall
Lindsi Cutshall [ˈlɪnzi ˈkʌtʃɔːl] (* 18. Oktober 1990 als Lindsi Lisonbee in Park City, Utah) ist eine US-amerikanische Fußballspielerin.

## Karriere

### Vereine
Cutshall spielte während ihres Studiums an der Brigham Young University für das dortige Hochschulteam der BYU Cougars und erzielte dort zwischen 2009 und 2012 in 89 Spielen 13 Tore. Sie wurde Anfang 2013 beim College-Draft zur neugegründeten NWSL an Position vier vom Sky Blue FC verpflichtet. Ihr Ligadebüt gab sie am 1. Juni 2013 als Einwechselspielerin bei einem 5:1-Heimsieg gegen die Boston Breakers. In der Saison 2016 absolvierte Cutshall verletzungsbedingt kein Pflichtspiel für den Sky Blue FC und befand sich seitdem in keinem Kader einer professionellen Fußballmannschaft mehr. Inzwischen ist sie Mutter eines Kindes geworden und es gibt keine Anzeichen, dass Cutshall ihre Profi-Karriere fortsetzen wird.

### Nationalmannschaft
Cutshall war zwischen 2010 und 2013 Mitglied der erweiterten Kader der US-amerikanischen U-20- und U-23-Teams, kam jedoch in beiden Altersstufen nicht in offiziellen Länderspielen zum Einsatz.

## Privates
Cutshall heiratete im Sommer 2012 ihren Lebensgefährten und nahm dessen Familiennamen an.